# Chmiňany
Chmiňany jsou obec na Slovensku v okrese Prešov. Ve znaku obce je zobrazen Archanděl Michael. Žije zde přibližně 1 000 obyvatel.
Jižně od obce se nacházelo slovanské hradiště z 11. století.
V obci se nachází gotický kostel, ke kterému byla v 17. století přistavěna věž se štítkovou atikou a byl upraven v renesančním slohu. Kostelní oltář s obrazem pochází z roku 1766.

## Historie
Obec Chmiňany leží na jižním okraji Nízkých Beskyd a na levostranných přítocích Dlouhého potoka. Nejstarší přímá písemná zpráva o obci pochází z roku 1332 a uvádí se v ní, že v místním kostele působil farář Martin. Existence kostela však dokazuje, že obec existovala již několik desetiletí před nejstarší písemnou zprávou. Od poloviny 16. století byla obec v záložním držení Prešova. Později patřily Chmiňany šlechticům z Bertotovců a Fričovců.

## Demografie
Koncem 18. a v průběhu 19. století je zaznamenán nárůst počtu obyvatel. Obyvatelstvo za tu dobu vzrostlo z 275 na 430. Lidé v Chmiňanech se zabývali hlavně zemědělstvím, dále pak formanstvím a prodejem dřeva v Prešově.

## Fotografie

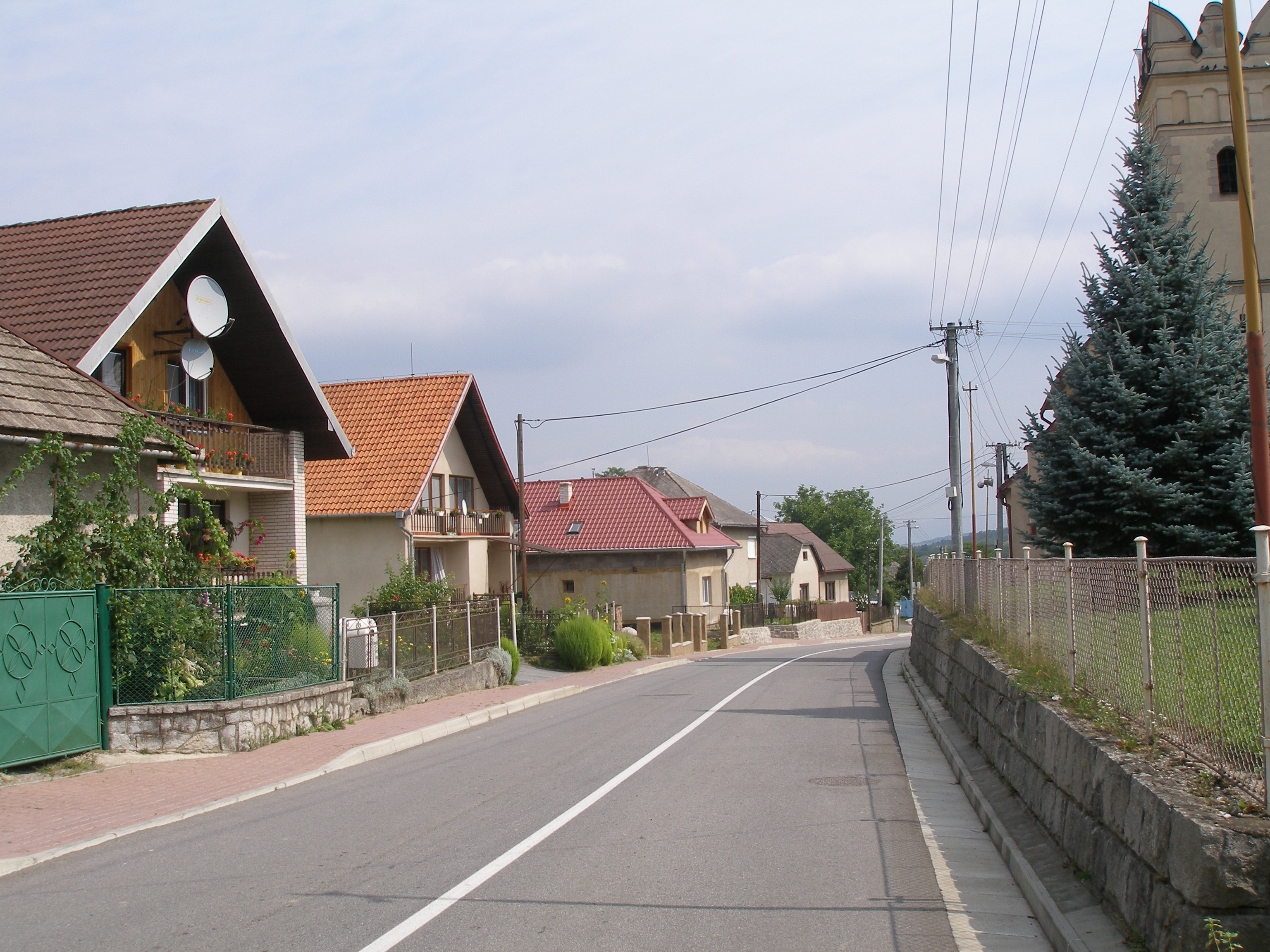
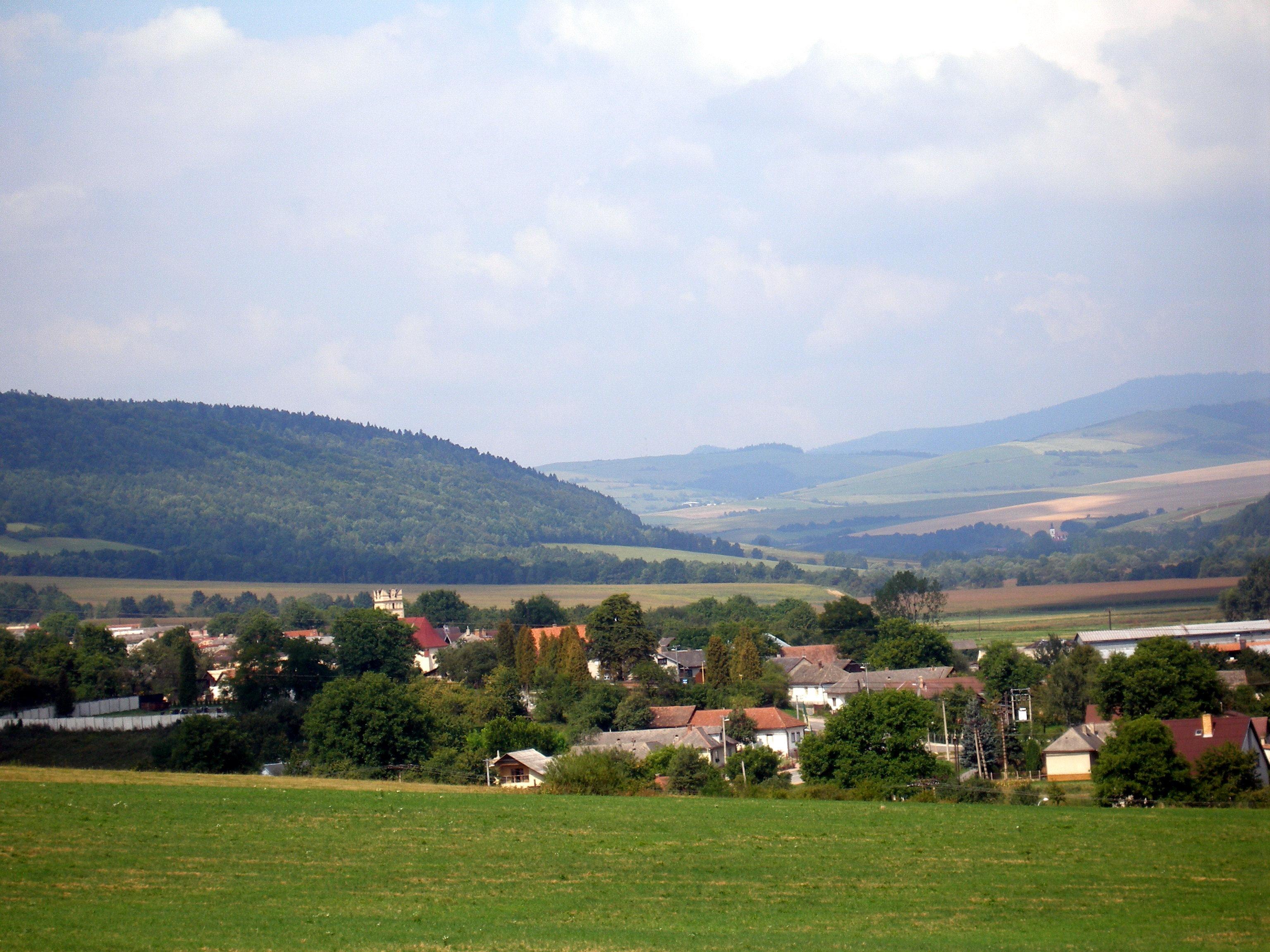
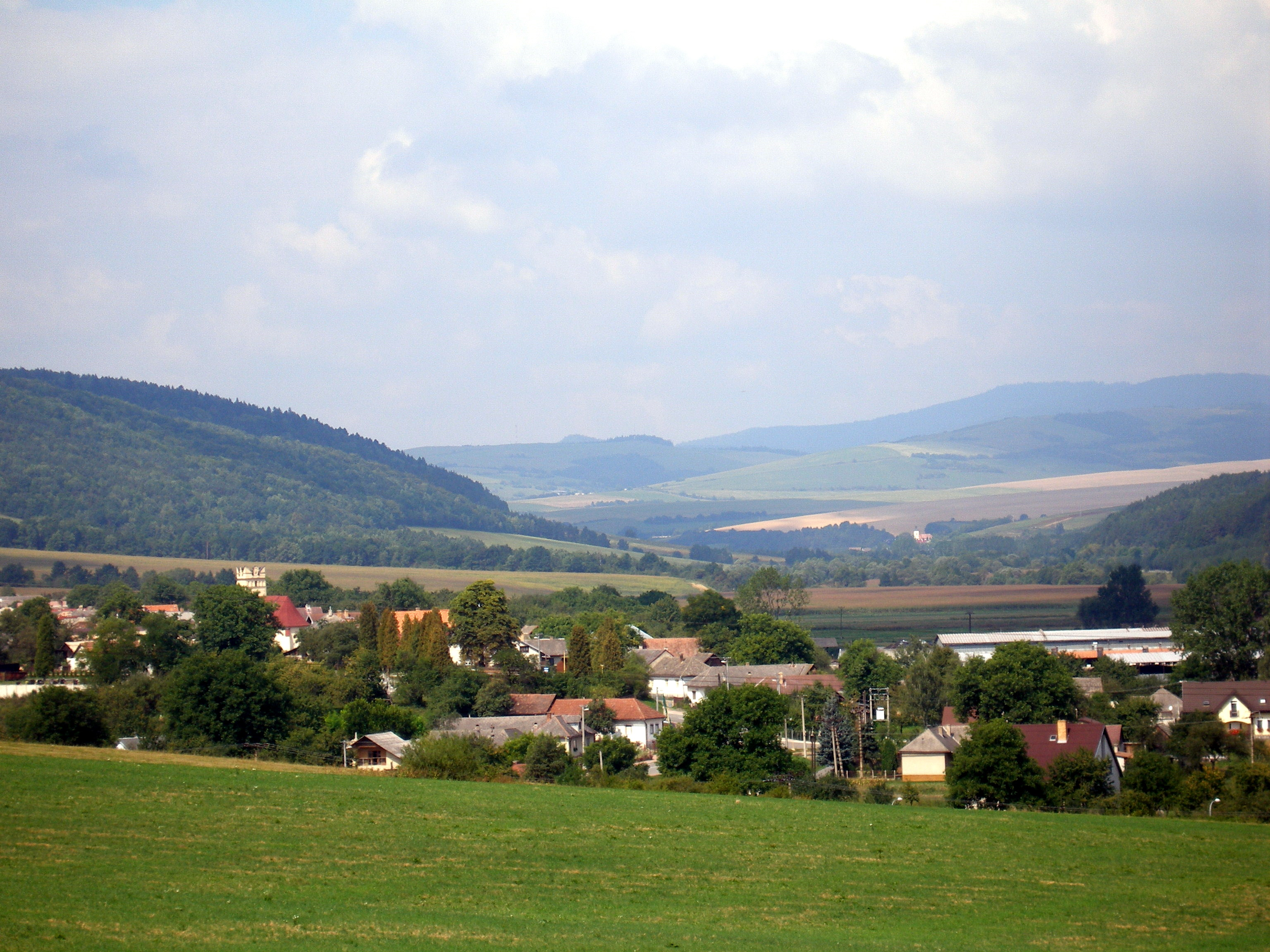